# إكسار
إكسار قرية سوريّة تتبع إداريّاً لمحافظة حلب منطقة أعزاز ناحية أخترين، بلغ تعداد سكانها 343 نسمة حسب التعداد السكاني لعام 2004.